# 加佐美神社
加佐美神社（かさみじんじゃ）は、岐阜県各務原市蘇原古市場町にある神社。新境川の左岸、加佐美山の東南東に位置する。
式内社である。元々は蘇原10カ村（伊吹・飛鳥・島崎・野口・熊田・東島・坂井・大島・宮代・古市場）の総社であるが、現在は蘇原地区の総社、産土神とされている。旧社格は郷社。
各務原市内の金幣社五社のうちの一社である。

## 概略
864年（貞観6年）、清和天皇により創建。かつてこの地を蘇我倉山田石川麻呂などの蘇我氏が治めており、「蘇原」の地名は、蘇我氏の領有に由来するといわれている。蘇我倉山田石川麻呂が亡くなった後、曽原荘（現在の蘇原）の人々が蘇我倉山田石川麻呂を崇敬し、祭祀したのが始まりといわれており、神社自体は7世紀には存在した可能性がある。905年（延喜5年）ころ、各務郡曽原荘古市場にあり八幡宮と呼ばれていたという。908年（延喜8年）には笠見明神と称されたという。なお、1912年（明治45年）発行の『府縣郷社明治神社誌料』中巻によれば、祭神及び創建年は不詳としている。
『延喜式』神名帳では美濃國各務郡七座のうちに「加佐美神社」とあり、『美濃國神名帳』では各務郡座二十三社のうちに「正四位下笠見田明神」と記されている。なお、『各務原市史』では「『日本三代実録』貞観6年（864年）8月15日己巳条には「美濃国従五位下加佐美神授ク二従五位上ヲ一」とみえる」と記すが、写本によっては記載が異なる。
境内には阿弥陀堂、薬師堂があり、神仏習合の名残がある。かつては神宮寺として根本寺が存在したが、明治初期に廃仏毀釈で廃寺となっている。本殿（1687年建築）、幣殿（1910年建築）、拝殿（1746年建築）は国の登録有形文化財に登録されている。
蘇我氏とつながりが深く、周辺には蘇我石川麻呂の墳墓（伝蘇我倉山田石川麻呂の墓）や、山田寺跡（山田寺塔心礎）がある。
1975年（昭和50年）9月16日、岐阜県神社長指定第76号により金幣社に指定される。
参道は蘇原中央通りの一部に該当し、御旅所は参道沿いの蘇原古市場町二丁目にある。かつては参道には二ノ鳥居と三ノ鳥居があり、二ノ鳥居は蘇原中央通りとおがせ街道との交点、三ノ鳥居は蘇原中央通りと山田寺通りとの交点に存在したといわれている。
かつて加佐美神社には一之宮、二之宮、三之宮があり、一之宮は各務郡古市場村（現・蘇原古市場町）の神明神社、二之宮は各務郡伊吹村（現・蘇原伊吹町）の八坂神社、三之宮は各務郡野口村（現・蘇原野口町）の熊野神社である。各務原市都市景観条例に基づき、2008年（平成20年）8月1日に各務原市告示第80号で神社を含む周辺の約37.29ヘクタールが重点風景地区に指定されている。
戦国時代には加佐美神社は八幡宮と呼ばれ、神社の裏山の加佐美山も八幡山と呼ばれており、八幡山城が存在した。

## 祭神
- 加佐美大神
  - 一説によると、かつては加佐美神社の北北西にある「加佐美山」自体が信仰の対象であったという。加佐美大神は加佐美山を神としたと推測される。
- 蘇我倉山田石川麻呂
- 応神天皇

## 境内社
- 秋葉神社（迦遇槌神）[14]
- 御鍬神社（豊受大神）[14]
- 加佐美稲荷神社（倉稲魂命）[14]
- 神明神社（天照大神）[14]

## その他
- 庚申塔

かつての加佐美神社の二の鳥居の礎石の一つを使用し、1980年（昭和55年）建立。
- 忠魂碑（征清紀念碑、日露戦役忠魂碑、殉国戦士碑）

元は別の場所に設置されていたのを境内に移転。

## 主な神事
『式内金幣社加佐美神社の栞』による。
- 1月1日 - 歳旦祭・開運祈禱祭・交通安全祭
- 2月節分 - 節分祭
- 旧暦2月14日 - 秋葉祭
- 2月20日 - 祈年祭・御鍬祭
- 3月15日 - 住吉祭
- 4月第一土曜日 - 奥之宮祭・水神祭
- 7月最終日曜日 - 大祓神事
- 10月15日以前の第二日曜日 - 例大祭
  - かつては毎年10月14日・15日に行われていた。花御輿が繰り出される。以前はけんか神輿が奉納されており、事故で一時中断していたが、蘇原六軒町を中心とする「六軒みこしの会」により、けんか神輿を模擬演舞として復活している[20][21]。
- 11月15日 - 七五三祭
- 11月23日 - 新穀感謝祭
- 12月31日 - 除夜祭
- 毎月1日・15日 - 月次祭

## 文化財
- 木造狛犬

高さ約115cmの木製の狛犬。江戸時代前期の製作と推測される。市指定文化財（1974年（昭和49年）6月26日）。
- 加佐美神社獅子頭

延宝3年（1675年）各務郡野口村から寄進された木造の獅子頭。10月の例大祭の神幸行列では、獅子頭が神輿の行列を先導する。市指定文化財（1970年（昭和45年）3月23日）。

## 所在地
- 岐阜県各務原市蘇原古市場町五丁目1番地

## 交通機関
- 岐阜バス尾崎団地線「蘇原」バス停下車、徒歩で約10分。
  - JR岐阜駅バスターミナル13番のりば「諏訪山団地」「各務原高校前」「テクノプラザ」「三柿野駅」行きに乗車。
  - 名鉄岐阜のりば6番のりば「諏訪山団地」「各務原高校前」「テクノプラザ」「三柿野駅」行に乗車。
- 各務原市ふれあいバス
  - 蘇原線「蘇原古市場町」バス停下車、徒歩で約8分。